# Aratinga solstitialis
Il conuro del sole (Aratinga solstitialis Linnaeus, 1758) è un uccello della famiglia degli Psittacidi.

## Descrizione

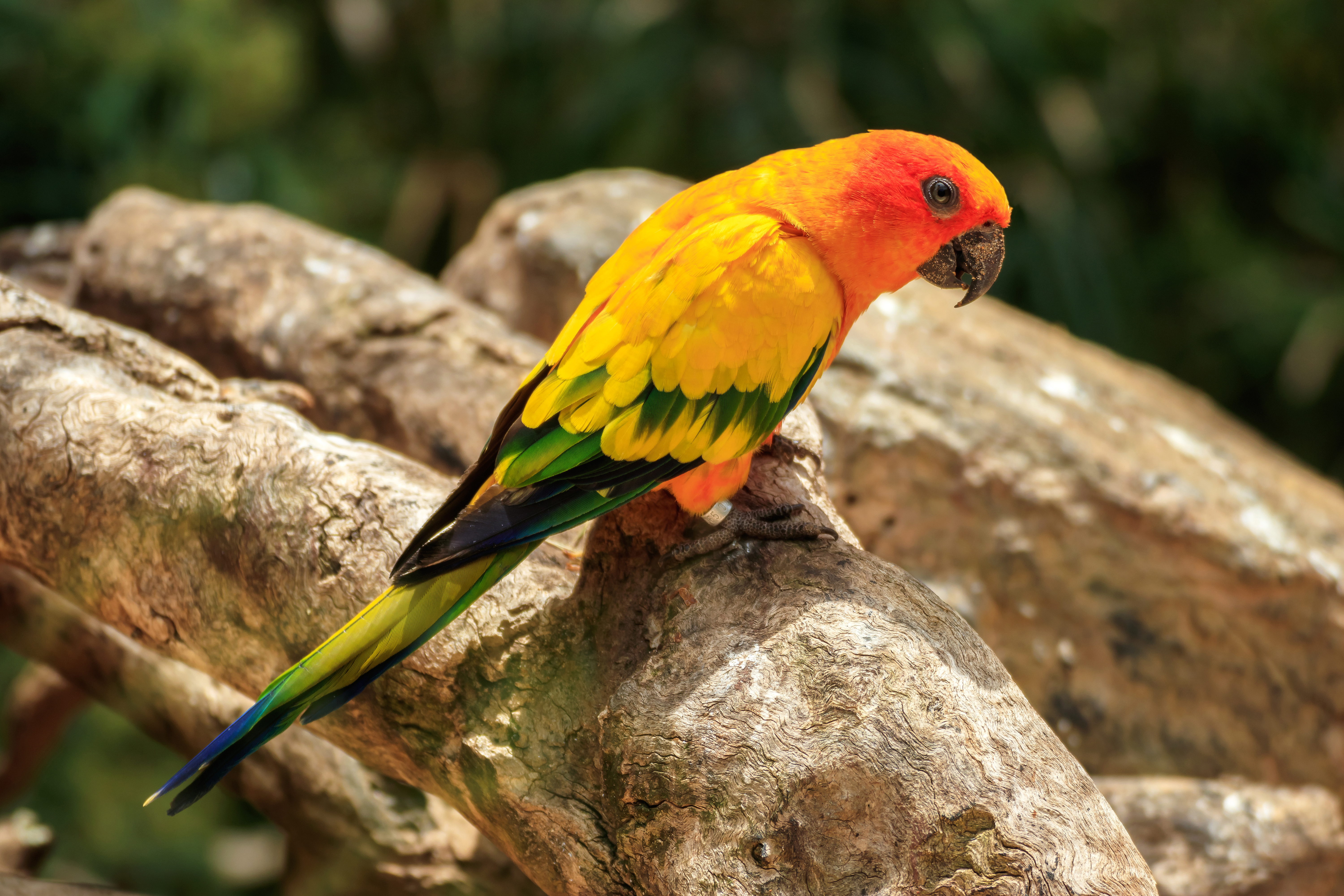

## Biologia

### Alimentazione
Si nutre principalmente di frutti, non lassativi e graminacei vari L'alimentazione del Conuro del Sole inoltre in cattività dovrebbe essere equilibrata e varia, simile a quella di altri pappagalli. La base dovrebbe essere un mix di pellet di qualità, frutta e verdura fresche, occasionalmente completata da semi misti e frutta secca, da offrire con moderazione. 

### Riproduzione
Nidifica sia in coppie isolate sia in colonia, dove pare abbia una riproduzione di tipo «cooperativo»: quando i piccoli escono dai nidi vengono infatti nutriti non solo dai genitori ma anche dagli altri adulti della colonia. Normalmente la femmina depone 4 uova che vengono incubate per 27 giorni e i piccoli si involano a circa 8 settimane.

## Distribuzione e habitat
L'areale di questa specie è ristretto a una parte dello stato del Roraima, nel Brasile settentrionale e alla parte occidentale della Guyana; sulla base di un singolo avvistamento si presume sia presente anche nella zona orientale del Venezuela.
Il suo habitat è costituito dalle foreste secondarie molto aperte, dalle savane alberate e dai boschi di palme.

## Conservazione
La Lista rossa IUCN classifica Aratinga solstitialis come specie in pericolo di estinzione (Endangered).